# Peñoles
Industrias Peñoles, «Индустриас Пеньолес» — мексиканская горнодобывающая и металлургическая компания. Производит цветные металлы, в том числе золото и серебро. Является крупнейшим в мире производителем первичного серебра. Входит в холдинг семьи Байльерес Grupo BAL.

## История
Компания была основана в 1887 году для эксплуатации серебряно-свинцового рудника близ города Мапими (штат Дуранго). До начала 1960-х годов компания контролировалась American Metal Company. В 1961 году в Мексике был принят закон, по которому контрольный пакет акций работавших в Мексике горнодобывающих компаний должен принадлежать мексиканцам. American Metal придала 51 % акций Раулю Байльересу и Хосе Гарсии. В 1965 году Байльерес и Гарсия выкупили остальные акции. В 1968 году Peñoles стала публичной компанией, разместив свои акции на Мексиканской фондовой бирже.
В первой половине 1970-х годов компания вкладывала большие средства в геологоразведку и открытие новых серебряных шахт, благодаря этим усилиям Мексика в 1977 году вышла на первое место в мире по добыче серебра. В 1980 году выручка компании приблизилась к 1 млрд долларов благодаря рекордной цене на серебро, более 50 долларов за унцию. К 1982 году цена на серебро упала до 4,5 долларов за унцию, компанию спасла лишь стремительная девальвация мексиканского песо, поскольку большинство её расходов были в национальной валюте, а продукция продавалась за доллары. В 1986 году компания выкупила принадлежавшую Bethlehem Steel долю в своей металлургической дочерней компании Met-Mex Penoles. В 1994 году начал работу серебряно-цинковый рудник Minera Tizapa в штате Мехико.

## Собственники и руководство
Контрольный пакет акций (52,79 %) принадлежит семье Байльерес, одной из самых богатых семей Мексики. Алехандро Байльерес Гуаль (Alejandro Baillères Gual) занимает пост председателя совета директоров.

## Деятельность
Выручка компании за 2023 год составила 5,93 млрд долларов, из них продажи золота принесли 31 %, серебра — 30 %, цинка — 13 %, концентратов руд — 9 %, свинца — 5 %, меди — 2 %, сульфата натрия — 3 %. Основным рынком сбыта являются США (41 % выручки), далее следуют Мексика (21 %), Канада (11 %), Европа (18 %), Азия (9 %).
Компании принадлежит 75 % акций зарегистрированной в Великобритании компании Fresnillo plc, она владеет 8 шахтами в Мексике, производит золото и серебро.
Основные рудники по состоянию на 2023 год:
- Reina del Cobre — полиметаллический, Куэнкаме (штат Дуранго);
- Tizapa — полиметаллический, Сакасонапан (штат Мехико);
- Flobar — медный, Накоспри-де-Гарсия (штат Сонора);
- Fortuna del Cobre — медный, Питикито (штат Сонора);
- Racaycocha — медь, золото, молибден, Перу, на стадии разведки;
- Yastai — медь и золото, Чили, на стадии разведки.

Металлургический комбинат компании находится в Торреоне (штат Коауила). Завод в Бермехильо (штат Дуранго) производит химическую продукцию (сульфаты меди и цинка, триоксид сурьмы). Завод в Рамос-Ариспе выпускает сплавы цинка. Вместе металлургические и химические предприятия образуют дочернюю компанию Met-Mex Peñoles (Met-Mex). Также компании принадлежит химический завод в Лагуна-дель-Рей (штат Коауила), который является одним из крупнейших в мире производителей сульфата натрия.